# آیت‌الله (شادی فوتبالی)

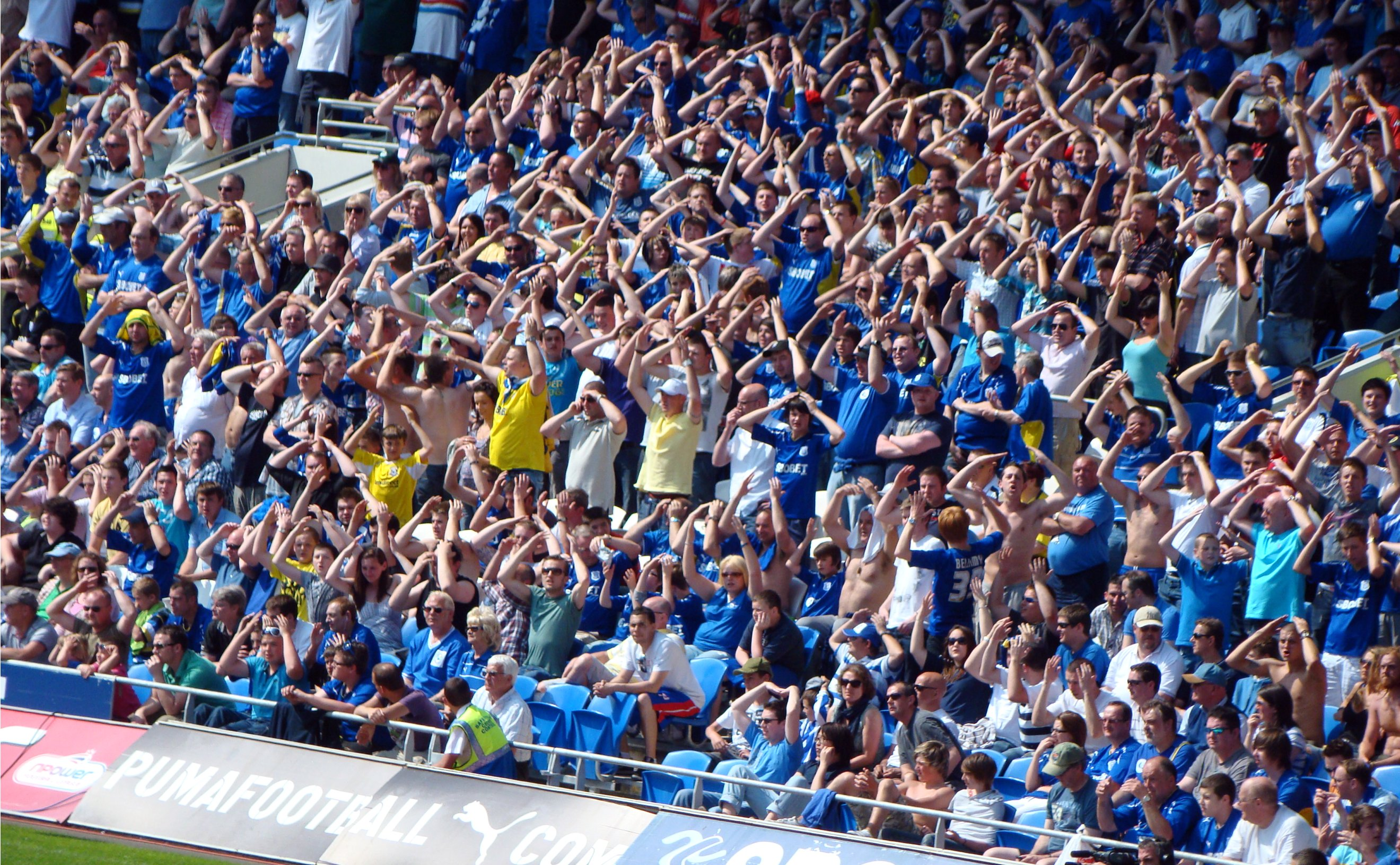
هواداران در حال شادی آیت‌اللهی در بازی باشگاه‌های کاردیف سیتی و کوئینز پارک رنجرز، ۲۳ آوریل ۲۰۱۱

آیت‌الله مراسمی است که هواداران باشگاه فوتبال کاردیف سیتی هنگام جشن و شادی پس از گل اجرا می‌کنند. این عمل گاهی پس از دادن شعار «آیت‌الله را انجام بده» (به انگلیسی: Do the Ayatollah) توسط هواداران انجام می‌شود.

## عمل
آیت‌الله، با صاف نگاه داشتن دو دست که به سوی همدیگر اشاره می‌کنند، بر بالای سر، و حرکت دادن مکرر آن به بالا و پایین انجام می‌شود.

## ریشه‌ها
جشن آیت‌الله از سال ۱۹۹۰ در بازی‌های کاردیف سیتی رایج شد. در اصل این مراسم را خوانندگان و هواداران یک گروه پانک ولزی انجام دادند. خوانندهٔ این گروه تحت تأثیر تصاویری از حاضرین در مرگ و تشییع سید روح‌الله خمینی، که در تلویزیون بریتانیا پخش شده بود قرار گرفت که این حرکت را به نشانهٔ ناراحتیشان از مرگ وی انجام می‌دادند.

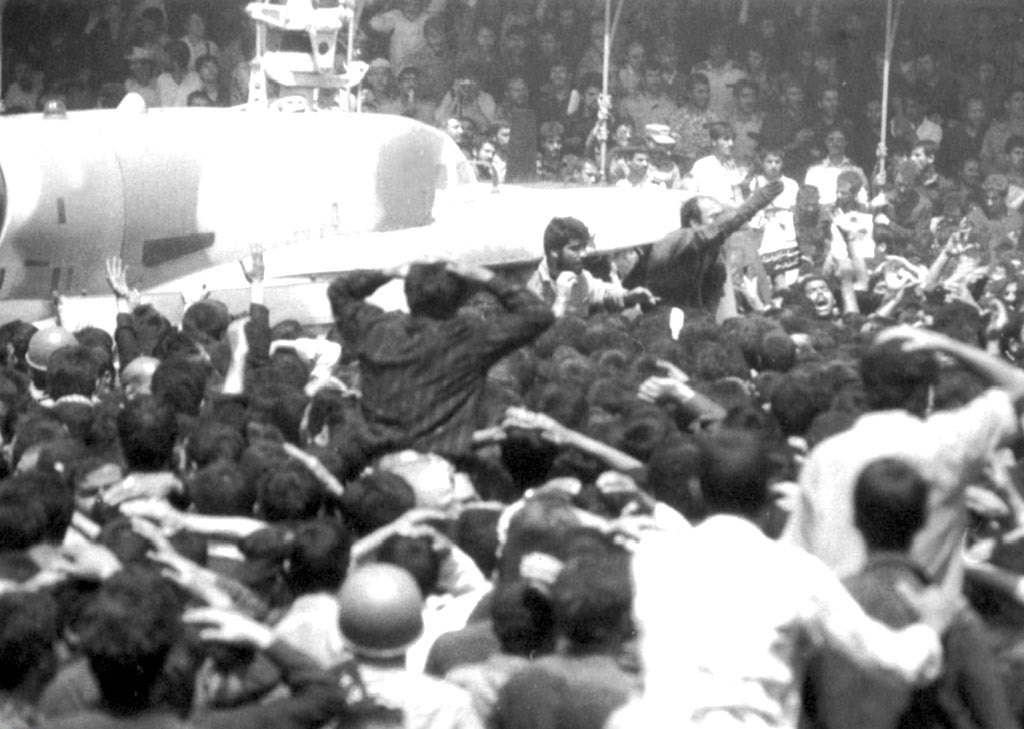
تصویری از تشییع جنازهٔ روح‌الله خمینی

## موارد استفاده

### هواداران کاردیف
هم‌اکنون هواداران کاردیف آیت‌الله را در تمامی مسابقه‌های این تیم اجرا می‌کنند. همچنین هواداران با سر دادن شعار آیت‌الله را انجام بده از بازیکنانی که در حال تعویض شدن هستند درخواست می‌کنند که آن‌ها هم آیت‌الله را انجام بدهند.
آرون رمزی بازیکن پیشین کاردیف پس از آنکه به آرسنال پیوست و با لباس این تیم به تیم سابقش گل زد آیت‌الله را انجام داد.

### در موسیقی
هواداران کاردیف از آیت‌الله در ترانه‌ای که برای حضور این تیم در فینال جام حذفی ۲۰۰۸ نوشتند استفاده کردند. این ترانه آیت‌الله را انجام بده نام داشت.